# Broocman
Broocman (även Brocman och Brochman) var en svensk släkt, ursprungligen från Baltikum. 
Stamfader för släkten är borgmästaren i Hildesheim på 1500-talet, Heinrich Broocman. Ättlingar i flera led var kyrkomän och flera av dessa var verksamma som översättare av Bibeln till estniska. 
Släkten inkom till Sverige med kyrkoherden och boktryckaren Reinerus Reineri Broocman (1677-1738). Med sin hustru Anna Catharina Goldhan (1680-1755), fick han barnen
- Adam Reinhold Broocman (1706-1734), faktor i Norrköping Dennes barn var
  - Nils Reinhold Broocman (1731-1770) bibliotekarie
- Carl Fredric Broocman (1709-1761), boktryckare i Norrköping, godsägare på Himmelstalund, topografisk skriftställare. Dennes barn med Magdalena Aschania (1718-1759), var 
  - Carl Gustav Broocman (1747-1770)
  - Fredrik Ulrik Broocman (1748-1816) Dennes barn var
    - Carl Ulrik Broocman (1783-1812) pedagog

  - Catharina Elisabeth Broocman, gift med akademiboktryckare Johan Edman i Uppsala
- Johan Henric Broocman (döpt 1713), ekonomidirektör i Ryssland
- Gustaf Adolph Broocman (döpt 1714, begr. 1715)
- Anna Catharina Broocman, gift med faderns efterträdare
- Reinert Broocman (döpt 1717)
- Benjamin Broocman (17 febr 1720 - 21 juli 1720)
- Två söner & två döttrar som dog i Livland